# Mustjala
 Mustjala  es un municipio rural situado en Estonia, en el Condado de Saare, linda con los municipios de Kihelkonna, Kärla y Kaarma por el sur, y Leisi por el este.
Este municipio comprende una pequeña ciudad Mustjala y 21 aldeas. Mustjala posee una población de 790 habitantes, (a 1 de enero de 2006), y abarca una superficie de 235,97 km².
Mustjala alberga además dos pequeños puertos en su línea costera.
Los principales recursos primarios del municipio son; la madera, la arena, la grava y la piedra caliza.

Distribución de la población según la edad:
| 1997 | 1998 | 1999 | oct 2000 | 2006 |
| ---- | ---- | ---- | -------- | ---- |
| 948  | 926  | 920  | 902      | 790  |